# إتيان هيرش
إتيان هيرش (بالفرنسية: Étienne Hirsch) هو مهندس فرنسي، ولد في 24 يناير 1901 في باريس في فرنسا، وتوفي بنفس المكان في 17 مايو 1994.

## وصلات خارجية
- إتيان هيرش على موقع مونزينجر (الألمانية)